# حادث تحطم طائرة سباقات رينو الجوية 2011

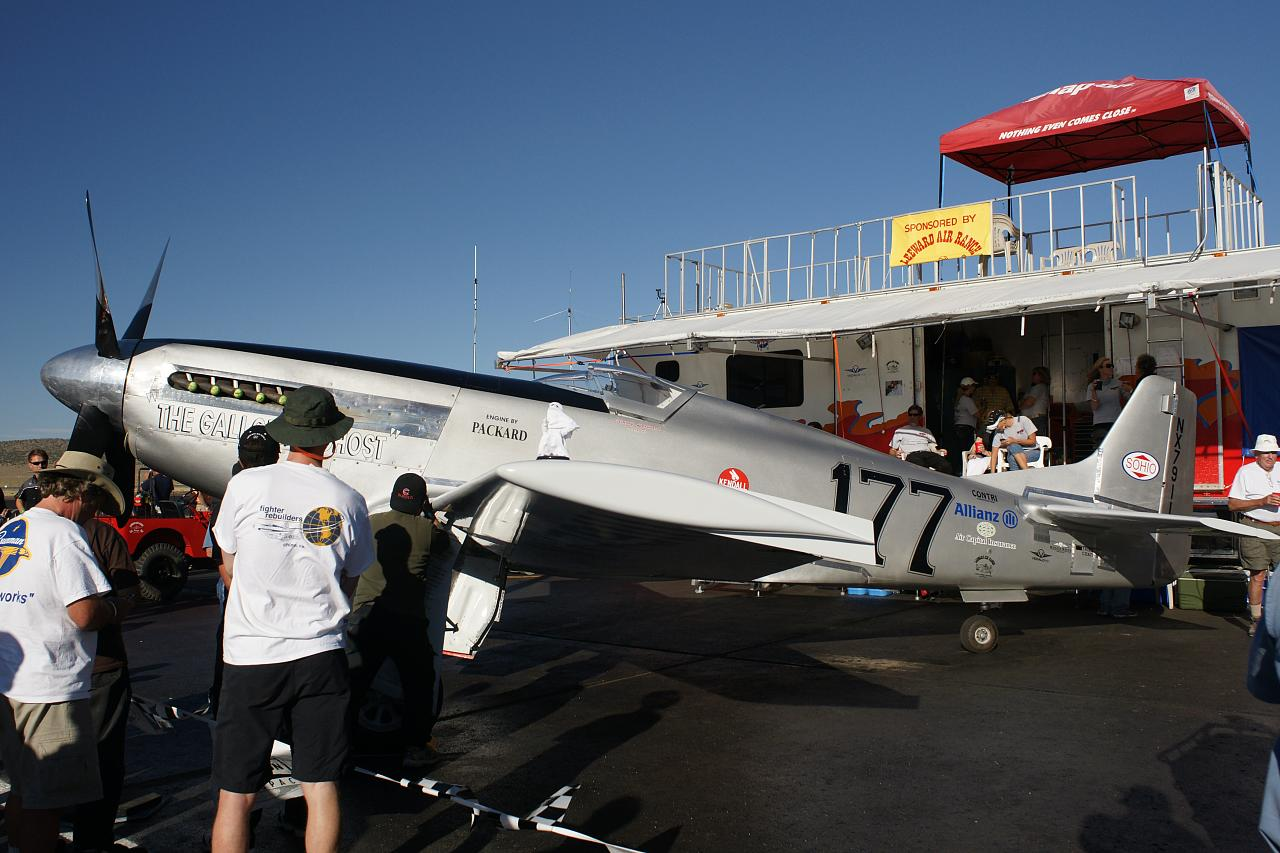
هذه هي طائرة السباق من الطراز p-51D

في السادس عشر من سبتمبر عام 2011، تحطمت طائرة سباق ذا قلوبل قوست ، وهي طائرة سباق من طراز P-51D المعدلة، على المتفرجين أثناء التنافس في سباقات رينو الجوية، مما أسفر عن مقتل الطيار جيمس ك. أرض. وإصابة 69 آخرين على الأرض. تعتبر هذه الكارثة ثالث أكبر حادث دموي في تاريخ الولايات المتحدة الأمريكية، بعد حوادث 1972 و 1951.

## الحادثة
كان جيمس ليوارد، البالغ من العمر 74 عامًا، يحتل وطائرته P-51 Mustang ، The Galloping Ghost المركز الثالث، حيث انحدرت الطائرة بشكل مفاجئ، وانقلبت رأس على عقب، ثم انزلقت لتضرب الأرض. ضربت الطائرة ساحة الجمهور بسرعة تزيد عن 400 ميل في الساعة (640 كم/س) أمام المدرجات في منطقة تحتوي على كراسي للجلوس، ثم تفككت عند الاصطدام. ولم يكن هناك حريق.
لقي أربعة أشخاص مصرعهم من بينهم الطيار في موقع التحطم. و توفي أربعة لاحقاُ في المستشفى. نتيجة للحادث، ألغيت سباقات نهاية الأسبوع المتبقية في سباقات رينو الجوية.